# Джейсон Мрез
Джейсон Томас Мрез (англ. Jason Thomas Mraz, нар. 23 червня 1977) — американський співак та автор-виконавець, вперше вийшов на сцену у кав'ярні Сан-Дієго 2000 року. 

## Життєпис
Випустив свій дебютний альбом під назвою Waiting for My Rocket to Come 2002-го. 2005 року вийшов другий альбом Mr. A-Z і згодом став надзвичайно успішним. Цей альбом посів № 5 у Billboard 200 та був проданий понад 100 тисяч разів тільки у США.
2008 року вийшов третій альбом Джейсона Мреза під назвою We Sing. We Dance. We Steal Things. Цей альбом посів № 3 у хіт-парадіBillboard 200 та мав міжнародний успіх, перш за все завдяки хіту I'm Yours. Ця пісня досягла № 6 у чарті  Billboard Hot 100 та стала першою з його пісень, що потрапили до десятки найкращих у цьому хіт-параді. Вона трималася у чарті впродовж 76 тижнів. Четвертий альбом, Love Is a Four Letter Word (2010–13) зайняв друге місце у Billboard 200, та є поки що найуспішнішим.
Джейсон Мрез отримав дві премії Grammy Awards та ще дві міжнародні номінації, в нього також є дві нагороди Teen Choice Awards, премія People's Choice Award та Hal David Songwriters Hall of Fame Award. Його альбоми отримали Платинову сертифікацію у понад 20 країнах світу. Джейсон гастролював у Північній Америці, Європі, Австралії та на Близькому Сході та Африці.
Музичний стиль Джейсона поєднує ритмічні почуття і класичну гітару, створювався під сильним впливом бразильської музики. Мрез є громадським активістом, зокрема він переймається питаннями навколишнього середовища, прав людини і рівності ЛГБТ.
2009 року брав участь у рятувальній місії в Гані з членами міжнародної недержавної організації «Свобода рабам», щоб сприяти звільненню дітей, проданих у рабство. 2012-го він був першою гетеросексуальною людиною, що потрапила на обкладинку журналу «Інстинкт» в знак усвідомлення його зусиль по підтримці прав ЛГБТ. 

## Особисте життя
У 2018 році повідомив про свою бісексуальність.